# Ghiacciaio Kopsis
Il ghiacciaio Kopsis (in inglese: Kopsis Glacier) è un ghiacciaio lungo 13 km e largo 4, situato sulla costa di Zumberge, nella parte occidentale della Terra di Ellsworth, in Antartide. In particolare, il ghiacciaio, il cui punto più alto si trova ad oltre 1.000 m s.l.m., è situato sul versante orientale della parte centro-settentrionale della dorsale Sentinella, nelle montagne di Ellsworth. Da qui esso fluisce in direzione nord-est a partire dal picco Voysil e dal monte Gozur fino ad unire il proprio flusso a quello del ghiacciaio Embree, a nord-ovest del picco Mirovyane.

## Storia
Il ghiacciaio Kopsis è stato così battezzato dalla Commissione bulgara per i toponimi antartici in onore della cittadina medievale di Kopsis, nella Bulgaria centrale.